# Michael Abels
Michael Abels (8 de octubre de 1962) es un compositor estadounidense conocido por sus partituras para la película ganadora del Oscar Get Out, de Jordan Peele y por la ópera Omar, escrita junto a Rhiannon Giddens, por la que fue galardonado con el Premio Pulitzer de Música en 2023.

## Biografía
Abels nació en Phoenix (Arizona) y pasó sus primeros años en una pequeña granja de Dakota del Sur, donde vivió con sus abuelos. Introducido en la música a través del piano familiar, empezó a mostrar una curiosidad innata hacia la música a los 4 años. Sus abuelos, amantes de la música, convencieron al profesor de piano local para que le admitiera como estudiante a pesar de su corta edad. A sus ocho años, Abels empezó a componer música y a los 13 años se interpretó su primer trabajo orquestal completo.
Tras graduarse de la escuela secundaria, asistió a la Escuela de Música Thornton de Los Ángeles, en la Universidad del Sur de California. Abels, que es de raza mixta, finalmente se especializó en técnicas de percusión de África occidental en el Instituto de las Artes de California y cantó en un coro de iglesia, predominantemente negro, para explorar más sus raíces afroamericanas.

## Obra
Abels ha compuesto varias bandas sonoras para el cine, destacando su estrecha relación con Jordan Peele para quien escribió las partituras de Get Out, Nosotros y ¡Nop!. La partitura de Nosotros, influenciada por el hip-hop, fue preseleccionada para los Óscar y nombrada "Score of the Decade" por la revista musical TheWrap. Otros proyectos mediáticos fueron las películas Bad Education, de Cory Finley, Cuentos al caer la noche, o el documental Fake Famous, del director Nick Bilton, así como ca serie documental Allen v. Farrow, de Kirby Dick y Amy Ziering. En 2022 escribió la partitura para Beauty, que se estrenó en el Festival de cine de Tribeca y para Breaking, que se estrenó en Sundance.
Las compsiciones de Abels también incluyen muchas obras de concierto, como At War With Ourselves para el Kronos Quartet, Isolation Variation para la violinista Hilary Hahn y la ópera Omar compuesta con la cantante y compositora Rhiannon Giddens, con la que ganó el Premio Pulitzer de Música en 2023. En 2024 escribió la partitura para la serie The Acolyte, de la saga Star Wars.
Abels es cofundador de Composers Diversity Collective, un grupo de defensa para aumentar la visibilidad de los compositores de color en el cine, los juegos y los medios de streaming.